# Languster
Languster (Palinurus) är ett släkte av familjen Palinuridae som tillhör klassen storkräftor. Släktet är mycket gammalt, minst 110 miljoner år, och har omfattat fler arter än de i dag fortfarande levande.
Langusten påminner om hummern men har mycket långa yttre antenner och en kraftig, särskilt i främre delen taggig huvudsköld. De mycket långa gångbenen är inte försedda med gripsaxar utan avslutas med enkla klor. Färgen är brunaktigt violett med gula fläckar. Langusten förekommer rikligt i Medelhavet men finns även vid södra Englands och Irlands kuster. Langusten genomgår ett karakteristiskt larvstadium, som man tidigare antog utgjorde en egen art, phyllosoma eller bladkräfta.

## Nu levande arter
- Palinurus barbarae Groeneveld, Griffiths & van Dalsen, 2006
- Palinurus charlestoni Forest & Postel, 1964
- Palinurus delagoae Barnard, 1926
- Palinurus elephas (Fabricius, 1787) – europeisk langust
- Palinurus gilchristi Stebbing, 1900
- Palinurus mauritanicus Gruvel, 1911